# Das Licht des Quittenbaums
Das Licht des Quittenbaums, auch Die Vergänglichkeit des Lichts, im Original El sol del membrillo gehießen, ist ein halbfiktionaler Film des spanischen Filmregisseurs Victor Erice. Der Maler Antonio López García, seine Frau Maria, sein Freund Enrique Gran und weitere Personen spielen sich selbst. Erice wollte einen Mann im Herbst seines Lebens zeigen, ohne im Voraus geschriebenes Drehbuch oder Berufsschauspieler. Acht Wochen Aufnahmen folgten acht Monate Überlegungen und Schnitt.

## Inhalt
Erice dokumentiert über eine Filmlänge von 133 Minuten, wie López ein Bild des Quittenbaums in Garten seines Hauses in Madrid malt. Die Aufzeichnungen beginnen am 29. September 1990; jeder Tag wird mit einer kurzen Einblendung datiert. López treibt an drei Stellen um den Baum Stöcke in den Boden und befestigt daran ein Senkblei. Dann beginnt er zu malen. Drei polnische Handwerker kommen, um Ausbesserungen am alten Haus vorzunehmen. Mit ihrer Hilfe bringt er eine Art Überdachung über dem Quittenbaum an, so dass kein Regen auf ihn fallen kann. Sein Freund Enrique besucht ihn, und sie unterhalten sich über ihre Jugendzeit und Michelangelos Stil. Später kommen eine Chinesin und ein Chinese zu Besuch. Der Maler erklärt ihnen seine Prinzipien beim Malen: Er könnte nicht wie manche Kollegen nach einem Foto malen, weil für ihn die Tätigkeit wichtiger ist als das Resultat. Der Sinn der Markierungen an Blättern und Früchten ist, anzuzeigen, um wie viel tiefer die Früchte hängen, damit er im Bild korrigieren kann. Zwischenzeitlich gibt er die Arbeit am Gemälde auf, weil sich das Licht verändert hat, und beginnt eine Bleistiftzeichnung; später wendet er sich wieder dem Gemälde zu. Enrique und andere Personen halten mit einem Stöckchen einen Ast hoch, damit er einen früheren Zustand des Baums nachmalen kann. Anfang Dezember ist eine erste Quittenfrucht auf die Erde gefallen. Einige Tage später beendet er die Arbeit am Gemälde. Maria und ihre Töchter pflücken einige Früchte vom Baum, um sie zu Konfitüre zu verarbeiten. Anschließend dient López als Modell für María, die ein angefangenes Gemälde weiterführt, das ihn auf dem Bett liegend zeigt. Im Frühling 1991 sind die am Boden liegenden Quitten verfault.

## Rezeption

### Auszeichnungen
An den Filmfestspielen von Cannes 1992 erhielt Erice den Jurypreis und den Preis der Internationalen Filmkritik.

### Kritik
„Die Beschäftigung mit einem ‚simplen‘ Sujet, einem naturalistischen Stilleben dient dem tief philosophischen Film als Anlaß zu einer leidenschaftlichen Reflexion über die Schöpfung und zu einer faszinierenden Auseinandersetzung mit dem künstlerischen Schaffensprozeß – auch mit seinen ganz prosaischen Seiten.“